# Bicellariella
Bicellariella is een mosdiertjesgeslacht uit de familie van de Bugulidae en de orde Cheilostomatida

## Soorten
- Bicellariella bonsai Florence, Hayward & Gibbons, 2007
- Bicellariella brevispina (O'Donoghue & O'Donoghue, 1923)
- Bicellariella chuakensis (Waters, 1913)
- Bicellariella ciliata (Linnaeus, 1758) = haarcelpoliep
- Bicellariella cookae Rao & Ganapati, 1974
- Bicellariella edentata Marcus, 1955
- Bicellariella fragilis Seo, 2009
- Bicellariella levinseni Harmer, 1926
- Bicellariella sinica Liu, 1984
- Bicellariella stolonifera O'Donoghue & O'Donoghue, 1926
- Bicellariella turbinata (MacGillivray, 1869)

Niet geaccepteerde soort:
- Bicellariella capensis (O'Donoghue, 1924) → Bicellariella chuakensis (Waters, 1913)